# 山城八幡郵便局
山城八幡郵便局（やましろやわたゆうびんきょく）は、京都府八幡市にある郵便局。民営化前の分類では集配普通郵便局であった。

## 概要
住所：〒614-8799 京都府八幡市八幡五反田5

## 沿革
- 1878年（明治11年）1月16日 - 八幡郵便局（五等）として開設[1]。
- 1885年（明治18年）10月1日 - 貯金取扱を開始。
- 1890年（明治23年）12月21日 - 為替取扱を開始。
- 1901年（明治34年）12月6日 - 八幡郵便電信局となる。
- 1903年（明治36年）4月1日 - 通信官署官制の施行に伴い八幡郵便局となる。
- 1968年（昭和43年）3月10日 - 電話交換および和文電報配達業務を八幡電報電話局に移管[2]。
- 1975年（昭和50年）2月1日 - 特定郵便局から普通郵便局に局種別改定するとともに山城八幡郵便局に改称。
- 1984年（昭和59年）12月3日 - 八幡市八幡三本橋から、同市八幡五反田に局舎を新築、移転。
- 1999年（平成11年） - 外国通貨の両替および旅行小切手の売買に関する業務取扱を開始。
- 2007年（平成19年）10月1日 - 民営化に伴い、併設された郵便事業山城八幡支店に一部業務を移管。
- 2012年（平成24年）10月1日 - 日本郵便株式会社の発足に伴い、郵便事業山城八幡支店を山城八幡郵便局に統合。

## 取扱内容
- 郵便、印紙、ゆうパック、内容証明
- 貯金、為替、振替、振込、国際送金、国債、投資信託
- 生命保険、バイク自賠責保険、自動車保険
- ゆうちょ銀行ATM
- 「614-80xx」「614-81xx」「614-82xx」「614-83xx」「614-84xx」区域（八幡市（後述の地域を除く））の集配業務
- ゆうゆう窓口

## 周辺
- 八幡市役所
- 八幡市文化センター
- 京都府八幡警察署
- 八幡中央病院
- 八幡市立男山中学校

## アクセス
- 京阪本線 石清水八幡宮駅から徒歩約23分
- 京阪バス 八幡郵便局停留所下車すぐ
- 第二京阪道路 八幡東ICから北西へ、もしくは京滋バイパス 久御山淀ICから南西へそれぞれ約4km
- 国道1号 八幡一ノ坪交差点を北へ折れて約2.5km
- 駐車場あり：13台